# 木野花
木野 花（きの はな、本名：木野目 留美子、1948年1月8日 - ）は、日本の女優、演出家。青森県上北郡横浜町出身。吉住モータース所属。青森県立青森西高等学校、弘前大学教育学部美術学科卒業。身長160cm、血液型はA型。

## 来歴
幼い頃は青森県の下北半島の山と海に囲まれた田舎町で生まれ、大自然を遊び場にしてのびのびと育った。小学校高学年の頃に青森市内に引っ越したが、街の同級生たちと馴染めず自然が少ないこともあって、徐々に人付き合い自体が億劫になっていった。中学・高校時代は、親が買ってくれた文学全集を読んで現実逃避し、学校では1人で取り組める美術部に入部した。
その後大学の美術学科に進学し、彫塑で粘土を練って彫刻を制作していたが、自身の才能に限界を感じた。生徒たちと楽しく交流することを夢見て教員免許を取得し、大学卒業後に中学校の美術教師となる。職員室での人間関係など現実の仕事とのギャップに悩み、仕事のストレスで神経性胃炎や偏頭痛を患い、着任から1年で退職した。
同時期にたまたまそばにあった美術雑誌のアングラ演劇特集を見て「これだ」と感じ、退職直後の春に上京。東京演劇アンサンブル養成所に入所して演劇の世界へと飛び込んだ。ただし、当初は「学生気分を吹き飛ばし、3年後には教職に戻ろうか」と気軽に考えていたという。上京後は風呂なし共同トイレのアパートでバイト生活を送り、貧しかったが充実した演劇生活により先述の体調不良は収まった。
養成所で知り合った仲間の女性5人とともに、1974年に劇団青い鳥を結成し、翌年「美しい雲のある墓の前」を旗揚げ公演する。以後、80年代の小劇場ブームに乗って舞台女優として活躍し、アングラ演劇ブームの代表的存在となる。
1986年、劇団を退団すると、同年に出演した金鳥ゴンのCMでの「亭主元気で留守がいい」のセリフが新語・流行語大賞の銅賞を受賞したことで注目される。その後は劇団☆新感線の公演などへ客演（2003年にはガラスの仮面をモチーフにしたミュージカル舞台『花の紅天狗』の月影先生役で主演）として参加したほか、演出家や名脇役として活躍している。
映像では、1988年の市川準監督の『会社物語 MEMORIES OF YOU』で映画初出演し、以後数々のテレビドラマなどで個性を発揮しつつ、バイプレイヤーとしての地位を確立する。また、1988年から1992年にパルコドラマスクールで若手俳優育成に携わり、1993年から2003年まで「木野花ドラマスクール」を開校。その後「座・高円寺」の劇場想像アカデミーで講師を務めた。
2018年の『愛しのアイリーン』で第92回キネマ旬報ベスト・テン 助演女優賞を受賞。

## 人物
10代の頃に読んだ文学作品は、夏目漱石、芥川龍之介に始まり、高校時代はヘッセやドストエフスキーなどに夢中だったという
現在(2018年時点)は普段から体調を整えるため、ヘンプパウダー(アサの実)と豆乳と甘酒とアマニ油を混ぜた特製ドリンクを、一日の始まりに欠かさず飲んでいる。また、青森県産の黒にんにくを毎日朝と晩に一粒ずつ食べている。
2016年頃に変形性股関節症と診断され、股関節の軟骨が完全になくなっていることが判明。一時は歩行に杖が必要となったが、その後人工関節手術を受けてリハビリを経て小走りできるほどに回復したという。

## 出演

### テレビドラマ

#### NHK
※特記以外は総合テレビ
- 少年たち 第2シリーズ（2001年） - 原君子 役
- どんまい!（2005年） - 倉田純子 役
- 連続テレビ小説
  - 純情きらり（2006年） - 沢井ウメ 役
  - どんど晴れ（2007年） - ナレーション
  - あまちゃん（2013年） - 長内かつ枝（メガネ会計ばばあ） 役
  - ブギウギ（2024年）- 大野晶子 役[8]
- マチベン（2006年） - 盛岡校長 役
- 魂萌え!（2006年） - 西崎美奈子 役
- わたしが子どもだったころ（2008年、BShi） - 椎名タネ 役
- スキップ!〜商店街が生んだアイドル〜（2009年、BShi） - 北山美鈴 役
- ラストマネー -愛の値段-（2011年） - 戸田雅美 役
- いつか陽のあたる場所で（2013年） - 柏田園長 役
- 実験刑事トトリ 第2シリーズ（2013年） - 久保美千代 役
- 進め!青函連絡船（2016年、BSP） - 田村テル 役[9]
- プリンセスメゾン（2016年、BSP） - 井川流 役
- 女の中にいる他人（2017年） - 田沼初江 役
- 旅屋おかえり 秋田編（2022年、BSP） -  阿部みとえ 役
- 空白を満たしなさい（2022年） - 田村薫 役
- 我らがパラダイス（2023年1月8日 - 3月12日 、BSP・BS4K） - 田代チヅ 役[10]
- お別れホスピタル（2024年） - 池尻奈津美 役[11]

#### 日本テレビ
- 火曜サスペンス劇場
  - 「女検事・霞夕子6」（1988年） - 林田綾子
- ギネ 産婦人科の女たち（2009年） - 泉沢園長
- 連続ドラマ小説 木下部長とボク（2010年） - 春日さん
- Piece（2012年） - 七尾君子
- 獣医さん、事件ですよ（2014年） - 田村絹代
- 家売るオンナ（2016年） - 城ヶ崎泉
- フランケンシュタインの恋（2017年） - 日立叶枝
- 金曜ロードSHOW!
  - 「視覚探偵・日暮旅人」（2015年） - 園長先生

#### TBS
- うちの子にかぎって…（1984年） - 中上久子
- 恋はミステリー劇場
  - 「モモ子シリーズ3」（1985年）
- 西田敏行の泣いてたまるか（1986年）
- 男たちによろしく（1987年）
- ヤンキー母校に帰る（2003年） - 高橋貴子
- 3年B組金八先生（2004年 - 2005年） - 板橋香奈（校長）
- 正しい恋愛のススメ（2005年） - 木原順子
- 浅草ふくまる旅館（2007年） - 福丸はな
- 夫婦道（2007年） - 米倉茜
- アザミ嬢のララバイ（2010年） - おいねの侍女
- うぬぼれ刑事（2010年） - 安藤サツキ
- 名もなき毒（2013年） - 杉村正子
- SAKURA〜事件を聞く女〜（2014年） - 矢吹薫
- 死幣-DEATH CASH-（2016年） - 山岡紫乃
- この世界の片隅に（2018年） ‐ 刈谷タキ
- グランメゾン東京（2019年） ‐ 相沢百江
- 月曜ゴールデン
  - 「捜し屋★諸星光介が走る!3」（2007年） - 岩崎雅代
- 婚姻届に判を捺しただけですが（2021年） - 大加戸初恵[12]
- 義母と娘のブルース（2024年） - シゲさん 役

#### フジテレビ
- ウソコイ（2001年） - 天野志津江 役
- ナースのお仕事（2002年）
- 恋ノチカラ（2002年） - 倉持澄子 役
- 天体観測（2002年） - 井上佐知子 役
- 曲がり角の彼女（2005年） - 倉田ミホ 役
- Ns'あおい（2006年） - 夏目彬の母 役
- 花嫁のれん（2010・2011・2014・2015年） - ナレーション
- 白衣のなみだ（2013年） - 吉野秀実 役
- ほんとにあった怖い話「女子高大パニック」（2013年） - 友川康代 役
- 銭の戦争（2015年） - 白石三保子 役[13]
- 猫侍 Season2（2015年） - タエ 役
- 黄昏流星群（2018年）
- 絶対零度 (テレビドラマ)（2020年） - 杉原佳代 役
- 僕達はまだその星の校則を知らない（2025年） - 広津可乃子 役[14]
- 金曜プレステージ
  - 「津軽海峡ミステリー航路」（2006年） ‐ 桜庭校長 役
- 赤と黒のゲキジョー
  - 「黒い看護婦」（2015年） - 総婦長

#### テレビ朝日
- 下北サンデーズ（2006年） - 里中花
- 炎神戦隊ゴーオンジャー（2008年） - 魔女博士・オーセン（お仙）
- 警視庁捜査一課9係（2010年） - 恩田真理
- ゼロの真実〜監察医・松本真央〜（2014年） - 友部葵
- 女囚セブン（2017年） - 平塚うめ
- 土曜ワイド劇場
  - 「警視庁女性捜査班」（1999年 - 2003年） - 松原登茂美
  - 「鉄道捜査官」（2000年） - 内田珠子
  - 「変装捜査官・麻生ゆき」（2004年） - 河合頼子
- 家政夫のミタゾノ 第4シリーズ（2020年） - 古川美緒子
- 彼女、お借りします（2022年） - 木ノ下和
- unknown（2023年） - 今福梅[15]

#### テレビ東京
- ハッピィ★ボーイズ（2007年） - キャサリン・ブラガンサ
- トラブルマン（2010年） - 佐々木民子
- ウルトラマンギンガ（2013年） - 白井杏子
- 三匹のおっさん〜正義の味方、見参!!〜（2014年 - 2017年） - 信本克恵
- 孤独のグルメ Season7 第1話    （2018年4月7日） - 新井和子 役
- 怪奇恋愛作戦（2015年） - 草壁静子
- ドクター調査班〜医療事故の闇を暴け〜（2016年） - 華岡育世[16]
- 絶メシロード 第9話（2020年） - 岡本澄子
- 浦安鉄筋家族（2020年）- ナレーション/大沢木鶴子
- ポリス×戦士 ラブパトリーナ! 第19話（2020年） - 青瀬小梅

#### テレビ神奈川、TOKYO MX他
- おいしい給食 Season2（2021年） - お春

#### WOWOW
- てやんでいBaby（2008年） - 富沢のぶ子
- プラチナタウン（2012年） - 田中先生
- 配達されたい私たち（2013年） - 勝田幸奈の母
- 硝子の葦 〜garasu no ashi〜（2015年） - 宇津木とし子[17]

### 配信ドラマ
- THE LIMIT 第6話「高速夜行バス」（2021年4月9日配信、Hulu）- 園田苑子 役

### バラエティー番組
- オレたちひょうきん族（フジテレビ） - 主に後期に準レギュラーとして出演していた｡
- 秘密のケンミンSHOW（2007年 - 、読売テレビ） - 青森県民
- にじいろジーン（2012年7月1日、関西テレビ）
- みいつけた!（2014年 - 、NHK Eテレ） - てけばあ役（声の出演）

### 情報番組・ドキュメンタリー
- トークシャワー（フジテレビ）
- 週刊ブックレビュー（1993年 - 2000年、NHK BS2） - 司会
- にっぽん紀行「あすをつかむ朝市〜青森 八戸〜」（2012年10月8日、NHK総合）

### テレビアニメ
- こどものおもちゃ（1996年 - 1998年、テレビ東京） - 倉田実紗子

### 映画
- 会社物語 MEMORIES OF YOU（1988年） - 木村台子 役
- 北京的西瓜（1989年）
- 病は気から 病院へ行こう2（1992年） - 赤間百合子 役
- そして天使は歌う　ぼ・ぼ・僕らは正義の味方（1997年、喰始監督） - 地球王子の妻 役[18]
- Laundry（2001年） - 水絵の母親 役
- ばかのハコ船（2003年） - 酒井君江 役
- ヴィタール（2004年） - 大山のり子 役
- トニー滝谷（2004年） - アパートの管理人
- スウィングガールズ（2004年） - 高橋店長 役
- 理由（2004年） - 美容院の先生
- 世界はときどき美しい（2005年） - 静江（花乃子の母） 役
- 明日の記憶（2006年） - 恩田施設長 役
- 嫌われ松子の一生（2006年） - 女性警察官
- 素敵な夜、ボクにください（2007年） - 木村清美 役
- ハッピーフライト（2008年） - 斉藤利江 役
- 魔法遣いに大切なこと（2008年） - 白石沙織 役
- K-20 怪人二十面相・伝（2008年）
- 童貞放浪記（2009年） - 金井淳の母 役
- 必死剣 鳥刺し（2010年） - 女中・はな 役
- ホームカミング（2010年） ‐ 佐藤里香 役
- うさぎドロップ（2011年）
- 極道めし（2011年） - 相田千鶴 役
- はやぶさ/HAYABUSA（2011年） - 水沢和代（恵の母） 役
- シェアハウス（2011年） - 花恵 役
- ヒミズ（2012年）
- 大奥〜永遠〜［右衛門佐・綱吉篇］（2012年） - 同心・井岡 役
- 鍵泥棒のメソッド（2012年） - 水嶋京子 役
- すーちゃん まいちゃん さわ子さん（2013年） - 木庭葉子 役
- ウルトラマンギンガ 劇場スペシャル（2013年） - 白井杏子 役
- さよなら渓谷（2013年） - 水谷夏美の母 役
- 娚の一生（2015年） - 坂田佳代 役
- 恋人たち（2015年） - 高橋敬子 役 [19]
- 猫侍 南の島へ行く（2015年） - タエ 役
- ハローグッバイ（2017年） - 冨田和枝 役
- 愛しのアイリーン（2018年） - 宍戸ツル 役
- 十年 Ten Years Japan「美しい国」（2018年11月3日、フリーストーン） - 天達[20]
- 母さんがどんなに僕を嫌いでも（2018年） - ばあちゃん 役
- ユンヒへ（2019年） - マサコ 役 ※韓国映画／日本公開は2022年
- 閉鎖病棟ーそれぞれの朝ー（2019年）　- 石田サナエ 役
- MOTHER マザー（2020年） - 三隅雅子 役
- そして、バトンは渡された（2021年） - 家政婦の吉見さん 役
- 凪の島（2022年） - 原田佳子 役[21]
- 波紋（2023年） - 水木 役
- バカ塗りの娘（2023年） - 吉田のばっちゃ 役
- 熱のあとに（2024年） - 藤井圭子 役[22][23][24]
- 若武者（2024年） - 富子 役[25][26]
- じょっぱり 看護の人 花田ミキ（2024年） - 主演・花田ミキ 役[27][28]
- 正体（2024年） - 野口正恵 役[29]

### 配信映画
- パレード（2024年2月29日、Netflix）[30]

### 舞台
下記の「★」は、本人が演出を手掛けた作品。この欄の（）内の公演年に続く名称は、外部劇団名などを表す。
- ガリレオの生涯（2000年）
- 世にも素敵なネバーエンディングストーリー（2000年）
- ペーパーマリッジ（2001年）
- 若草物語（2002年）
- 幽霊はここにいる」（2002年）
- リボン（2003年・宇宙堂）
- ダブルアルバム（2003年）★
- 花の紅天狗（2003年・劇団☆新感線） - 主演
- 真夏の夜の夢（2004年・東京グローブ座）★
- 新・明暗（2004年・二兎社）
- 猫と庄造と二人のおんな（2005年）★
- 調教師（2005年）
- SASORIIX 約束（2006年）
- しあわせのつぼ（2006年）
- りぼん（2007年・オフィス３○○）
- 片づけたい女たち（2007年・演劇ユニットグループ「る・ばる」）★
- 犬顔家の一族の陰謀～金田真一耕介之介の事件です。ノート（2007年・劇団☆新感線「2007年夏休みチャンピオン祭り」）
- 物語が、始まる（2008年・月影番外地）★
- 友達（2008年）
- 流れ姉妹 たつことかつこ 獣たちの夜（2009年・「真心一座 身も心も」）
- 来来来来来（2009年・「劇団、本谷有希子」第14回公演）
- えれがんす（2010年・「シス・カンパニー」）
- アウェーインザライフ（2010年・プロペラ犬×筋肉少女帯）
- ジェットの窓から手を振るわ（2010年・月影番外地その２）★
- ハーパー・リーガン（2010年）
- 月にぬれた手（2011年・舞台芸術学院 60周年記念公演）
- 春すぎて（2011年・「ラーニング・ラパン」第1回公演）★
- いのちを詠う－日本の現代詩から－（2011年・東日本復興支援リーディングによる舞台）
- 夜の森（2012年・虚構の旅団）★ ＜脚本も担当＞
- 月にぬれた手（2012年・オフィス３〇〇）
- くじけまみれ（2012年・月影番外地その3）★
- 祈りと怪物～ウィルヴィルの三姉妹～（2012年）
- イーハトーボの劇列車（2013年・こまつ座第101回公演）
- 夜中に犬に起こった奇妙な事件（2014年）
- つんざき行路、されるがまま（2014年・月影番外地その4）★
- 蜜柑とユウウツ-茨木のり子異聞-（2015年・グループ「る・ばる」）
- 禁断の裸体（2015年）
- ジャガーの眼 2008（2015年・「日本の30代」）★
- 書く女（2016年・二兎社） - 樋口たき 役[31]
- どどめ雪（2016年・月影番外地その5）★
- 鯨よ！私の手に乗れ（2017年・オフィス３〇〇）
- クラウドナイン（2017年・「モチロン・プロデュース」）★
- リトル・ナイト・ミュージック（2018年）
- 海越えの花たち（2018年・てがみ座）★
- 蜜柑とユウウツ-茨木のり子異聞-（2018年・グループ「る・ばる」）
- 十二番目の天使（2019年）
- あれよとサニーは死んだのさ（2019年・月影番外地その6）★
- さるすべり〜コロナノコロ〜（2020年・オフィス３〇〇）
- 月影花之丞大逆転（2021年・劇団☆新感線41周年春興行 Yellow⚡新感線）
- 鴎外の怪談（2021年・二兎社）
- ラビット・ホール（2022年）
- 阿修羅のごとく（2022年・「モチロン・プロデュース」）★
- DEATH TAKES A HOLIDAY（2024年） - エヴァンジェリーナ 役[32]
- やなぎにツバメは（2025年、シス・カンパニー）[33]
- 鯨よ!私の手に乗れ（2025年）[34]
- 平凡パンチライン vol.1「Wife is miracle〜世界で一番アツい嫁」（2025年、大人計画）★[35]

### CM
- 金鳥 タンスにゴン・虫コナーズ
- AEON 「母の日編」
- 花王「アタックウルトラアタックNeo」（2017年7月）
- 明治 「明治プロビオヨーグルトR-1」
- JA共済「質問篇」（2020年11月）

## 受賞歴
2019年
- 第92回キネマ旬報ベスト・テン 助演女優賞（『愛しのアイリーン』）

2024年
- 第33回日本映画批評家大賞 ゴールデン・グローリー賞（水野晴郎賞）（『バカ塗りの娘』）

## 著書
- 『おでかけ気分 アレレッどこまで 木野花スーパーエッセイ』学陽書房 1987
- 『櫻の園-最後の楽園』 (木野花ドラマスタジオ台本シリーズ 1) Voicing 2009
- 『夜の森』 (木野花ドラマスタジオ台本シリーズ 2) Voicing, 2009
- 『喝采-旅芸人の唄』 (木野花ドラマスタジオ台本シリーズ 3) Voicing, 2009